# La pared (Ana Mena e Dellafuente)
La pared è un singolo della cantautrice spagnola Ana Mena e del rapper spagnolo Dellafuente, pubblicato l'8 maggio 2020 dall'etichetta Sony Music España.

## Descrizione
Il brano, scritto dagli stessi due artisti con Patricio Martín Díaz, in arte Don Patricio, Alejandro Lamas Vazquez, Christian Camarena López e Pablo Lugilde Yáñez, è prodotto da Lowlight.

## Video musicale
Il video musicale è stato pubblicato in concomitanza all'uscita del brano attraverso il canale YouTube della cantautrice.

## Tracce
Testi e musiche di Ana Mena Rojas, Pablo Enoc Bayo Ruiz, Patricio Martín Díaz, Alejandro Lamas Vazquez, Christian Camarena López e Pablo Lugilde Yáñez.
1. La pared – 3:10

## Formazione
Musicisti
- Ana Mena Rojas – voce
- Pablo Enoc Bayo Ruiz – voce

Produzione
- Lowlight – produzione
- Felipe Guevara – missaggio
- Kevin Peterson – masterizzazione

## Classifiche
| Classifica (2020) | Posizione massima |
| ----------------- | ----------------- |
| Spagna            | 68                |